# آبشار توگلا
آبشار توگلا (به انگلیسی: Tugela Falls) دومین آبشار بلند جهان است  که ۹۴۸ متر ارتفاع دارد و درکوه دراکنبرگ(کوه اژدها)دررویال پارک ملی ناتال ایالت کوازولو-ناتال کشور آفریقای جنوبی در جریان است.
منشأ آبشار توگلا رودخانه‌ی توگلاست که خود از کوه‌های فلات مونت آکوس سورسز نشأت می‌گیرد و میزان آب این آبشار به شدت بارش‌ها و میزان آب این رودخانه بستگی دارد.
| مشخصات آبشار توگلا |               |
| ارتفاع             | 2972 متر      |
| طول آبشار          | 948 متر       |
| تعداد طبقات آبشار  | 5 طبقه        |
| طول بلندترین طبقه  | 411 متر       |
| منبع آب            | رودخانه توگلا |